# Сато, Кэнтаро
Кэнтаро Сато (яп. 佐藤 健太郎 Сато: Кэнтаро:, род. 1 декабря 1986, Префектура Осака, Япония) — японский мангака в жанре хоррор. Наиболее известен за работы Magical Girl Apocalypse и Magical Girl Site.

## Биография
Кэнтаро Сато родился 1 декабря 1986 года в Префектуре Осака.
В июне 2012 года в журнале Bessatsu Shōnen Champion издательства Akita Shoten начала публиковаться манга Сато Magical Girl Apocalypse. Манга была окончена в 2017 году.
В июле 2013 года в онлайн-журнале Champion Tap! того же издательства началась публикация ещё одной манги Magical Girl Site. Завершена в 2019 году.
В 2018 году вышел аниме-сериал по мотивам Magical Girl Site.
Также Сато активно рисует додзинси и регулярно участвует в Комикете, где продаёт свои работы.

## Работы
- Magical Girl Apocalypse (яп. 魔法少女・オブ・ジ・エンド Махо: сё:дзё обу дзи эндо, «Девочки-волшебницы конца света») (2012–2017, 16 томов)
- Hakaijū VS Mahō Shōjo of the End VS Vs Earth (яп. ハカイジュウ VS 魔法少女オブジエンド VS バーサスアース Хакайдзю: ви: эсу махо: сё:дзё обу дзи эндо ви: эсу ба:сасу А:су, «Чудовище против девочек-волшебниц конца света против против Земли») (2013, 1 том) — манга-кроссовер
- Magical Girl Site (яп. 魔法少女サイト Махо: сё:дзё сайто, «Сайт девочек-волшебниц») (2013–2019, 16 томов)
- Magical Girl Site Sept (яп. 魔法少女サイトSept) (2017–2018, 2 тома) — автор сюжета, графика Тосинори Согабэ
- Fushi to Batsu (яп. 不死と罰 Фуси то бацу, «Бессмертие и наказание») (2022–2025, 8 томов)
- Bokutachi no Natsu ga Saketeiku (яп. ぼくらの夏が裂けていく Бокутати но нацу га сакэтэику, «Лето разделяет нас») (2024–н. в., 3 тома по состоянию на 29.07.2025)

## Стиль и темы
Работы Сато характеризуются мрачными темами и нетрадиционным изображением элементов, связанных с жанром Махо-сёдзё. В Magical Girl Apocalypse он изображает девочек в образе зомби, а в Magical Girl Site затрагивает темы насилия и школьной травли.

## Награды
В 2023 Сато был удостоен премии Licc Award в категории искусства в любительской категории.